# David Baxt
David Baxt (* 1950er-Jahre) ist ein ehemaliger US-amerikanischer Schauspieler.

## Leben
David Baxt wirkte von 1976 bis 2000 in mehr als 40 Film- und Fernsehproduktionen als Schauspieler vor der Kamera mit. Er trat zumeist in Nebenrollen auf. Am Theater trat er als Darsteller unter anderem an verschiedenen Bühnen in New York City auf.

## Filmografie (Auswahl)
- 1977: Das Ultimatum
- 1978: Superman
- 1979: Yanks – Gestern waren wir noch Fremde
- 1980: Shining
- 1981: Samen des Bösen
- 1982: Enigma
- 1985–1986: Dempsey & Makepeace (Fernsehserie)
- 1989: Batman
- 1992: Tropical Heat (Fernsehserie)
- 1994: Space Cops – Tatort Demeter City (Fernsehserie)
- 1998: Marrakesch
- 2000: In stürmischen Zeiten